# VibraMuchá
VibraMuchá es una banda mexicana originaria de la Ciudad de México, fundada en 2007. Se dedica principalmente a la música reggae y alternativa, experimentando con jazz, rock, ska, trip-hop y son jarocho.

## Inicios
VibraMuchá surge en 2007 con los hermanos Leopoldo y Jacinto Gutiérrez, y Manuel Soto (Jalil), quienes se conocen en la Academia de Música Fermatta. En realidad Chinto, Jalil y Polock comenzaron a trabajar el proyecto desde 2006 pero fue hasta mayo de 2007, tras ganar el primer lugar en el concurso UICstock (organizado por la Universidad Intercontinental), decidieron formalizar la fecha de inicio de la agrupación. Tras ese primer logro, a la agrupación se suman: Juan Manuel Medina y César Rodríguea en los Saxofones, Frankie Boy en el Bajo, Rodrigo Díaz en el teclado y Amanda Vargas en la voz femenina. Es con esta alineación que graban su Ep debut titulado "Vibra Muchá", gracias al apoyo del Centro de Arte y Cultura "Circo Volador" y el Fondo Nacional para la Cultura y las Artes "FONCA" en 2008.
```
Jacinto trabajaba como maestro y en su afán por poner música nueva y llamativa para sus alumnos al final de cada clase, pensó en crearla el mismo. Inspirados por la música 
reggae
 de 
Bob Marley
 pero decididos a ofrecer música sana que propicia la buena alimentación y buenos hábitos en niños y la juventud mexicana en general, la banda escribe y compone canciones para público tanto infantil como adulto, con temas que se consideren sanos y positivos.
[
2
]
```

El nombre de la banda surge a partir de la palabra "muchá" usada para referirse a muchachos en El Salvador, país de origen de amigos de los padres de Jacinto y Leopoldo que los llamaban así desde pequeños. En conjunto con la música de "buena vibra" que buscaban crear se forma su nombre: "VibraMuchá". Todos los integrantes tienen una licenciatura relacionada con la música, desde Ingeniería en Audio hasta Composición de Música Contemporánea.
Su primera presentación oficial como banda fue en 2007 en un concurso de bandas en la Universidad Intercontinental, donde ganaron el primer lugar.

## Trayectoria
En 2008, Jacinto compone la canción “Vampiro amarillo” para sus alumnos y al saber del concurso organizado por el Circo Volador y el Fondo Nacional para la Cultura y las Artes (FONCA) decide escribir también la canción “El robot de chocolate”. Ambas canciones son acreditadas para el certamen y resultan en primer lugar. Al ser ganadores del evento, Circo Volador cubre todos los gastos de la primera producción de VibraMuchá desde la grabación hasta la difusión. El mismo año, lanzan su disco debut homónimo. Dicho EP es producido con el apoyo del Circo Volador como sello pero aún como banda independiente.
En 2009 ganan el reconocimiento a Mejor banda revelación en los Premios Voces en Resistencia a lo mejor del reggae mexicano. Vibra Muchá participa ese año en el Festival Internacional de Culturas en Resistencia Ollin Kan 2009 (Tlalpan, Ciudad de México). Y en los dos años siguientes, tienen la oportunidad de participar en el Festival Ollian Kan 2010 y 2011 (Iztapalapa, Ciudad de México).
En marzo de 2013 presentan su segunda producción discográfica llamada Música con Esencia Reggae producido por VibraMuchá.
En 2015 lanzan su disco Vibritas, dedicado enteramente al público infantil, inspirado en canciones de Cri-Cri y los hermanos Rincón.
En 2018 lanzan su cuarta producción discográfica titulada "ReggaeSon", un disco en el que arreglan sones tradicionales del sur del estado de Veracruz en ritmos jamaiquinos, como Reggae, Ska y Dub.

## Integrantes
| Año       | Alineación |
| --------- | --- |
| 2007      | Leopoldo “Polock” Gutiérrez: Batería Jacinto “Chinto” Gutiérrez: Guitarra JuanMa Medina: Saxofón Manuel Soto: Voz Rodrigo Tam: Teclado César "Cesi" Rodríguez: Saxofón Renato Camarena: Bajo Amanda Vargas: Coros Jalil (?): Voz Frankie (?): Bajo               |
| 2012      | Leopoldo “Polock” Gutiérrez: Batería Jacinto “Chinto” Gutiérrez: Guitarra JuanMa Medina: Saxofón Sergio: Bajo Marco “Morky” Rocha: Voz |
| 2013      | Leopoldo “Polock” Gutiérrez: Batería Jacinto “Chinto” Gutiérrez: Guitarra JuanMa Medina: Saxofón Sergio Carrera: Bajo Marco “Morky” Rocha: Voz *Músicos invitados: - Diego Pérez: Bajo - Juanpi Martínez: Teclados - Gaby Gómez: Solo de voz - Mauren Mendo: Voz |
| 2014      | Leopoldo “Polock” Gutiérrez: Batería Jacinto “Chinto” Gutiérrez: Guitarra Marco “Morky” Rocha: Voz César "Cesi" Rodríguez: Saxofón alto Polock Muchá en la batería                                                                                               |
| 2015-2017 | Leopoldo “Polock” Gutiérrez: Batería Jacinto “Chinto” Gutiérrez: Guitarra Marco “Morky” Rocha: Voz Andah Irie: Voz Sergio “Marvin” Carrera: Bajo |

## Discografía
| Álbum                     | Fecha de estreno | Lista de canciones | Detalles de producción                                                                                             |
| ------------------------- | ---------------- | --- | --- |
| VibraMuchá [EP]           | 2008             | 1. Copala 2. Mi Luz Perfecta 3. El Peón 4. Pretexto 5. Tus Huellas 6. Rubén | Música: L. Jacinto Gutiérrez                                                                                       |
| Música Con Esencia Reggae | Marzo de 2013    | 1. Tu Ser 2. Mi Luz Perfecta 3. Hombre Que Mira 4. Veo Caminar a la Luna 5. Tus Huellas 6. Sin Color 7. Vibra Positiva 8. Sonidos Azules 9. El Peón 10. Irie 11. Mosa Tercera 12. Mosa Segunda 13. Mosa Primera | Con la colaboración de: - Mauren Mendo de La Comuna - Juan Pablo Martínez de Antidoping - Diego Pérez de Realidub. |
| Vibritas                  | 2015             | 1. María Cirila 2. ¡Qué Perro! 3. Las Frutas 4. Robot de Chocolate 5. Dulce Niño 6. Vamos Todos a Jugar 7. Minueto en Sol 8. Vampiro Amarillo 9. Martinillo                                                     | Músicos invitados: - Coros: Stephanie Delgado - Teclado: Juanpi M.                                                 |